# Poor Boy (The Greenwood)
Poor boy (the greenwood) is een nummer geschreven door Jeff Lynne voor Electric Light Orchestra.

Het nummer werd opgenomen tijdens de sessies voor de elpee Eldorado. Dit conceptalbum gaat over iemand die op een heuvel zit te dagdromen. Hij komt bij Poor boy uit als een van de mannen in de bende van Robin Hood of Robin Hood zelf. Jeff Lynne lichtte het bij heruitgaven van het album toe: 
A Robin Hood character who actually maid Marion.
Het slot van Poor boy is al te horen in de Eldorado overture. Beide keren moeten de dertig strijkers alle zeilen bijzetten om het snelle tempo dat arrangeurs Lynne, Richard Tandy en Louis Clark verzonnen hadden tot een goed eind te brengen. Eldorado was het eerste album waarbij een grote strijkerssectie ingezet werd.
Poor boy kreeg extra bekendheid omdat het een aantal keren in de Verenigde Staten en het Verenigd Koninkrijk diende als B-kant van een single. In Nederland werd het uitgebracht als A-kant van een single met Boy blue op de B-kant. De single werd geen groot succes. Het bracht het tot troetelschijf, maar haalde de hitparades niet.